# РС-24
PC-24 комплексу «Ярс» (Ракета стратегічна-24 комплексу «Ядерне ракетне стримування»); Індекс ГРАУ 15Ж55М (до РГРК) та 15Ж65М (до ШПУ); за класифікацією НАТО SS-27 «Sickle B» Mod 2) — російська твердопаливна міжконтинентальна балістична ракета мобільного та шахтного базування з роздільною головною частиною з блоками індивідуального наведення.
Розроблена Московським інститутом теплотехніки під керівництвом академіка РАН Ю. С. Соломонова. Є модифікацією ракети комплексу «Тополь-М». Тактико-технічні характеристики не розкриваються. В перспективі повинна замінити МБР PC-18 і РС-20 і скласти разом з Тополь-М основу ударного угрупування Ракетних військ стратегічного призначення (РВСП). На основі РС-24 ведеться розробка БЗРК «Баргузин».

## Історія
29 травня 2007 року на полігоні «Плесецьк» проведений перший випробувальний пуск РС-24 по полігону Кура.
25 грудня 2007 року на полігоні «Плесецьк» проведений другий випробувальний пуск РС-24 по полігону Кура.
26 листопада 2008 року на полігоні «Плесецьк» проведений третій випробувальний пуск РС-24 по полігону Кура.
Про терміни завершення державних випробувань МБР РС-24 «Ярс» вказувалися різні відомості: в одних говорилося про завершення державних випробувань у 2010 році, тоді як інші джерела (головний конструктор комплексу) повідомляли про те, що державні випробування були завершені наприкінці 2009 року, що, мабуть, пов'язано з відмінностями термінів фактичного завершення програми державних випробувань і термінів оформлення відповідних документів та усунення зауважень, виявлених на етапі держвипробувань.
28 жовтня 2015 року на полігоні «Плесецьк» проведений випробувальний пуск РС-24 по полігону Кура

### Розгортання
Наприкінці 2009 року російський оборонно-промисловий комплекс поставив РВСП перший бойовий підрозділ рухомих ракетних комплексів РС-24 «Ярс», оснащених головними частинами. У липні 2010 року факт розгортання першого підрозділу РС-24 був підтверджений офіційно заступником міністра оборони В. А. Поповкіним.
Другий дивізіон з ракетним комплексом РС-24 «Ярс» поставлений на дослідно-бойове чергування в Тейковскій ракетній дивізії (Івановська область) в грудні 2010. Перший полк, озброєний рухомим ракетним комплексом «Ярс», переведений на бойове чергування 4 березня 2011 року в складі двох дивізіонів РС-24, які з 2010 року перебували на дослідно-бойовому чергуванні.
Влітку 2011 року перший ракетний полк, озброєний ПГРК «Ярс» в Тейковского ракетному з'єднанні, доведений до повного штатного складу (3 дивізіони, 9 АПУ). 7 грудня 2011 року в цій же дивізії поставлений на дослідно-бойове чергування другий полк РС-24 «Ярс» в складі рухомого командного пункту (РКП) полку і одного ракетного дивізіону. Другий дивізіон цього полку поставлений на чергування в кінці грудня 2011, таким чином, до початку 2012 року загальна кількість розгорнутих РС-24 склало 15 АПУ з ракетами.
У вересні 2012 року переозброєння цього полку на мобільні «Ярси» завершилося, і загальна кількість АПУ РС-24 «Ярс» було доведено до 18 (2 полки, 6 дивізіонів).
Наприкінці 2012 року розпочаті роботи з переозброєння на цей комплекс Новосибірського і Козельського (шахтний варіант комплексу, Калузька область) ракетних з'єднань. У 2013 році РВСП планують продовжити переозброєння Новосибірського та Козельського ракетних з'єднань, а також практично закінчено переозброєння ракетних полків Тагільської ракетної дивізії. Крім того, планується почати підготовчі роботи до переозброєння Іркутської ракетної дивізії.
В ніч з 24 на 25 грудня 2013 року з космодрому «Плесецьк» було проведено випробувальний пуск МБР РС-24 «Ярс» шахтного базування з головною частиною. Запуск пройшов успішно. Бойові частини ракети вразили цілі на Камчатському полігоні Кура.
Станом на початок 2014 року на озброєнні РВСП знаходилося 33 ракети мобільного базування РС-24 з чотирма бойовими блоками кожна.
14 квітня 2014 року, о 10:40 МСК, на космодромі «Плесецьк» з рухомої пускової установки був проведений пуск міжконтинентальної балістичної ракети РС-24, оснащеної головною частиною. Пуск проведений в інтересах захисту партії виготовлених в Воткінську ракет (контрольно-серійні випробування). За повідомленням офіційних джерел, завдання пуску виконані в повному обсязі.
26 грудня 2014 року, о 11:02 МСК, з космодрому «Плесецьк» був проведений випробувальний запуск ракети рухомого ґрунтового базування, навчальні бойові блоки вразили цілі на полігоні «Кура» на півострові Камчатка
У жовтні 2024 року на навчаннях стратегічних ядерних сил РФ здійснювала пуски МБР «Ярс» з космодрому «Плесецьк» по полігону «Кура».
18 травня 2025 року ГУР МОУ повідомило, що РФ планувала в ніч на 19 травня 2025 року провести навчально-бойовий пуск ракети типу РС-24 мобільного ґрунтового комплексу «Ярс». Пуск планував здійснювати розрахунок 433-го полку 42-ї дивізії 31-ї армії ракетних військ стратегічного призначення з району неподалік від населеного пункту Свободний, що у Свєрдловській області, за 25 км від пускового району біля Нижнього Тагіла.

## Модифікації
Ярс-С — модернізований ракетний комплекс, характеристики якого були у Росії розкриті у 2021 році. Ярс-С споряджається твердопаливними балістичними ракетами калібру 1,86 метра і довжиною 17,8 метра. Стартова маса носія становить 46 тонн при масі корисного навантаження 1,25 тонни. Як заявлено у Росії, комплекс може уражати цілі на дальності до 10 тисяч км. Носій може нести від 3 до 4 бойових блоків потужністю 300-500 кілотонн або 6 блоків потужністю 150 кілотонн кожен.